# Stéphane Vossart
Stéphane Vossart est un nageur français né le 27 juin 1972 à Croix.
Il est membre de l'équipe de France aux Jeux olympiques d'été de 1992, prenant part au 100 et 200 mètres brasse (terminant à chaque fois deuxième de la finale B) et au relais 4x100 mètres quatre nages (où les Français terminent cinquième de la finale).
Il est champion de France du 50 mètres brasse à trois reprises (été 1991, hiver 1992 et hiver 1995), du 100 mètres brasse à deux reprises (hivers 1992 et 1993) et du 200 mètres brasse à l'hiver 1993.
En club, il a été licencié à l'AAE Péronne et entraîné par Bruno Bocquillion.